# Micrófono inalámbrico

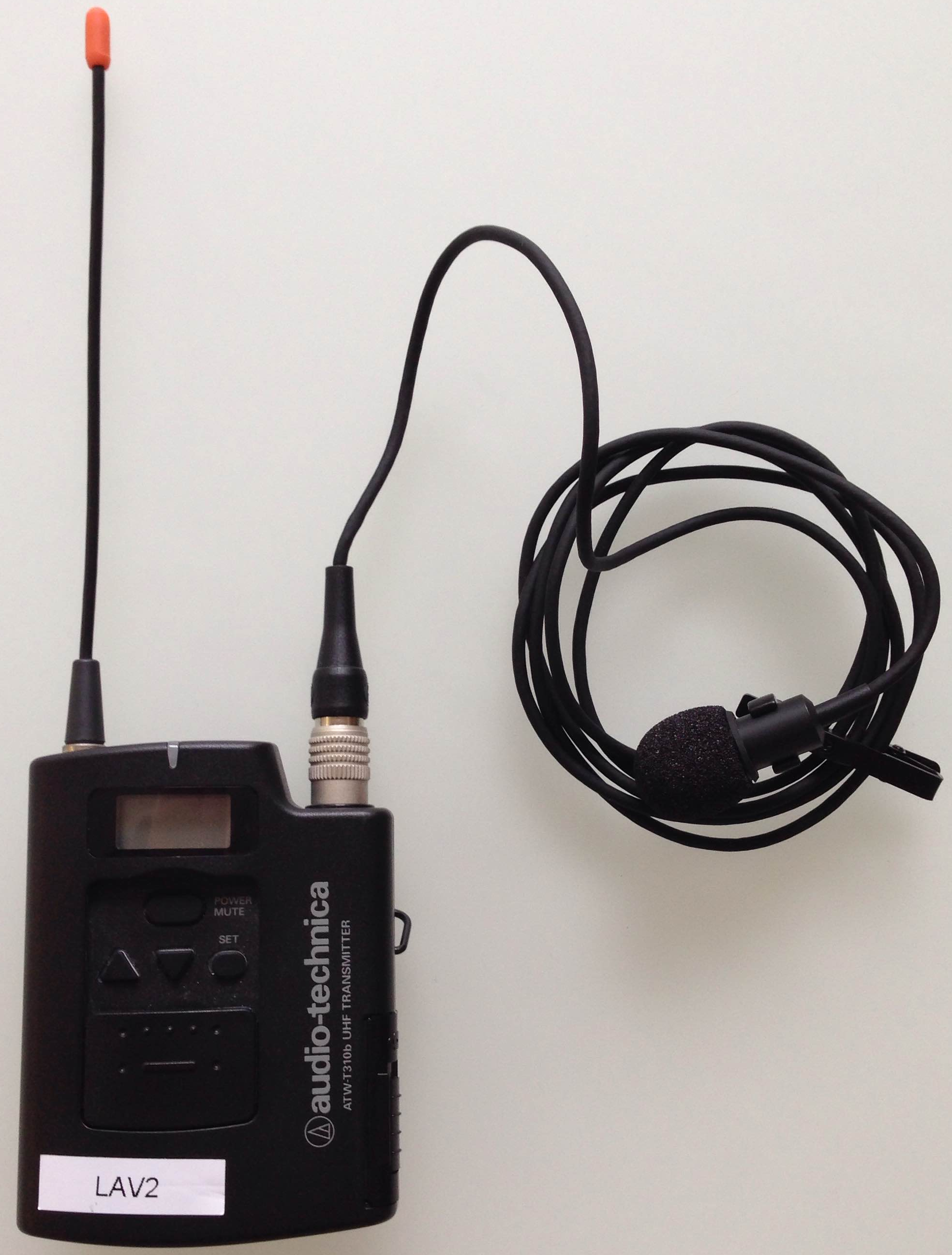
Micrófono inalámbrico: transmisor de radio con un micrófono de solapa

Un micrófono inalámbrico es un dispositivo que capta sonidos y los transmite por radiofrecuencias; pueden ser de solapa (Lavalier) o de mano (tipo bastón).

## Características
Los micrófonos inalámbricos no necesitan cable porque están dotados de un pequeño transmisor de FM (también puede ser de AM, pero los de FM son más habituales). El transmisor de FM (frecuencia modulada) puede estar dentro de la carcasa microfónica o ser una unidad independiente (del tamaño aproximado de una cajetilla de tabaco) conectada al micro. Existen tres bandas para equipos:
- Profesionales: 40-50 MHz.
- Aficionados: 88-108 MHz (banda comercial, corto alcance).
- En VHF y UHF: bandas de 470 MHz y 900 MHz respectivamente.

Cada micro está formado por dos partes: la pareja transmisor-receptor (micro-base), que trabajan con la misma frecuencia. Es la salida de la base la que entra a la mesa de mezclas, altavoz, etc. En determinados modelos una sola base puede trabajar con varios micrófonos inalámbricos.
Cada transmisor emitirá a una determinada frecuencia. Cuando se utilizan varios micrófonos, se establece una banda de seguridad mínima de 0,2 MHz entre las frecuencias asignadas a cada par base-micro, para evitar las interferencias. Dos micrófonos transmitiendo en frecuencias muy próximas pueden influirse mutuamente provocando reforzamientos, atenuaciones o, incluso, cancelaciones. 
La mayoría de micrófonos inalámbricos, como la mayoría de equipos de audio profesional, tienen un tono de prueba de 1 kHz para permitir los ajustes.
Que un micro transmita únicamente una determinada frecuencia no quiere decir que un transmisor esté prefabricado únicamente para frecuencia única, sino que permite varias frecuencias, pero siempre habrá de preseleccionar una (esto es así para que cuando se utilice más de un micrófono no se dé el caso de que una misma base esté recibiendo dos señales de dos micrófonos diferentes, etc.). 
Aunque hay un único transmisor para cada frecuencia, el número de receptores (bases) no está limitado (puede establecerse una analogía con la difusión radiofónica: la emisora emite y la recepción es múltiple).
La banda de frecuencias en que emiten los micrófonos inalámbricos, como todo el espacio de radiofrecuencias, está administrado por el Estado. Cada país establece el margen de frecuencias en que los micrófonos pueden operar. Se intenta evitar que un micro interfiera a una radio, a una cadena de TV, a las frecuencias que utilizan para comunicarse las fuerzas de seguridad del Estado, etc.
La mayoría de receptores cuentan con un dispositivo CAG (control automático de ganancia) que amplifica automáticamente el nivel de la portadora si lo requiere. No obstante, si una señal llega muy débil y requiere gran amplificación, se amplificará la señal, pero también el nivel de ruido.
Los micrófonos inalámbricos no son autónomos, necesitan alimentación externa que se la proporciona una pila de 9 V. El micro suele tener un indicador que muestra la cantidad de batería que le queda, para prevenir el hecho de quedarse sin pilas en medio de una captación (entrevista en directo, secuencia de grabación por bloques, etc.). Además del indicador, cuando está a punto de acabarse la batería el micro manda a la base una señal inaudible, y un indicador de la misma empieza a parpadear.
La impedancia de salida de los micrófonos inalámbricos es mucho menor que la de los micrófonos de cable. El estándar se sitúa en torno a los 50 ohmios. Todos los elementos de los equipos inalámbricos (micro, base, cable de antena y conectores) deben adaptarse a esta impedancia.
Para evitar interferencias, el micro y la base deben estar separados entre sí al menos 10 metros. La base cuenta con un indicador que muestra el nivel de la señal de radiofrecuencia recibida. Si la señal que llega es insuficiente, se puede mover la posición de la antena o antenas. Si no es posible ajustarlo, se debe buscar una mejor ubicación. También es posible colocar la antena del receptor más próxima al transmisor y luego trasladar la señal a la base mediante un cable de antena, cable que debe tener una impedancia apropiada con respecto a la pareja micro-base. Así mismo, debe ser un cable de buena calidad, si no la ventaja de acercar la antena próxima al transmisor se perderá por la introducción de ruido.

## Sistema Diversity
-	
Ciertas bases utilizan el sistema diversity: cuentan con dos antenas conectadas a dos receptores idénticos. Un circuito se encarga de chequear constantemente la potencia de la señal recibida por cada receptor y de seleccionar automáticamente la señal de mayor potencia. Si ambos reciben la misma señal, la salida del sistema ofrece una suma de las dos.
-	
Las dos antenas (los dos receptores) del sistema diversity deben estar separados entre sí a una distancia concreta que depende de la frecuencia a la que operen (por otra parte, de no separarse tendría poco sentido su utilización en conjunto). El sistema diversity sería ineficaz y habría que tener en cuenta que este sistema incrementa considerablemente el coste del equipo que de por sí ya es bastante elevado. Cuando los receptores están separados es poco probable que una zona de sombra que afecta a un receptor afecte también al otro y, de igual modo, separados, las señales recibidas son distintas (cambian la proporción de ondas directas y ondas reflejadas que reciben). El sistema diversity resulta caro, no obstante, bien utilizado, incrementa exponencialmente la fiabilidad del sistema.

## Ventajas y desventajas
La principal ventaja del micrófono inalámbrico es que proporciona gran movilidad. 
Su inconveniente es que es muy sensible a las interferencias radioeléctricas. Además, los micrófonos inalámbricos son bastante caros y suponen un desembolso importante.
Con todas las cosas siendo iguales en términos de lo que se escucha, mantenga en mente que las ventajas de los sistemas inalámbricos son tanto visuales como auditivas; el frente del escenario se ve mucho mejor sin todos los cables. Y darle a sus vocalistas, conferencistas,etc. la libertad de moverse y concentrarse en su mensaje puede otorgarle un impacto significativo al servicio cuando se trabaja con él.